# Lok Magazin
Das Lok Magazin ist eine deutsche Zeitschrift zum Thema Eisenbahn und erscheint monatlich im GeraMond Verlag, München mit einer Auflage von knapp 12.000 Exemplaren. Herausgeber ist Rudolf Heym, Leitender Redakteur ist Max Voigtmann.

## Inhalt
Das Magazin stellt Lokomotiv-Baureihen und sehenswerte Bahnstrecken vor, informiert über neue Entwicklungen im Schienenverkehr und beleuchtet in bebilderten Reportagen das aktuelle Bahngeschehen in Deutschland, Österreich und der Schweiz. Anekdoten und Erlebnisberichte erinnern an die Vergangenheit der Eisenbahn. Seit Heft 1/2018 stellt das Lok Magazin Bahnstrecken stärker in den Fokus. In jeder Ausgabe wird mindestens eine längst stillgelegte Strecke porträtiert. Der Heftumfang liegt zurzeit bei 114 Seiten.

## Geschichte
Das Lok Magazin blickt auf eine über 60-jährige Geschichte zurück. Das Magazin wurde 1962 von Karl-Ernst Maedel als Zwei-Monats-Schrift gegründet und bis 1971 herausgegeben, es erschien bis 1995 in der Franckh’sche Verlagshandlung W. Keller & Co. Weitere Herausgeber waren Wolfgang Messerschmidt, Alfred Gottwaldt und Horst Obermayer.
Seit 1995 erscheint das Magazin im GeraMond-Verlag.

## Ausgaben (Auswahl)
- Lok Magazin. Nr. 413, Februar 2016 (archive.org).
- Lok Magazin. Nr. 422, November 2016 (archive.org).